# Jean-Vincent Fournier
Pour les articles homonymes, voir Fournier et JVF.
Jean-Vincent Fournier ou JVF (Montréal, 6 juin 1960 - Marseille, 22 juillet 2017) est un scénariste québécois (anciennement accessoiriste). 
Fils du traducteur Jean-Pierre Fournier, il est le neveu des cinéastes Guy et Claude Fournier. Il a également fait quelques petites apparitions en tant qu'acteur.

## Biographie
Celui qu'on surnommera plus tard JVF voit le jour à Montréal dans une famille de cinéastes. Son père est traducteur, Guy et Claude Fournier sont deux de ses oncles. C'est donc "tout naturellement" qu'il se dirige vers le cinéma à la fin de son adolescence, marquée notamment par la participation à Katimavik, expérience qui le "marquera" et l'inspirera tout au long de sa carrière.
En 1988, JVF, alors âgé de 28 ans, emménage à Paris.

## Œuvre
1. 1970 Deux femmes en or (acteur)
2. 1977 The Newcomers (acteur)
3. 1983 Bonheur d'occasion (acteur)
4. 1983 The Hitchhiker (directeur de collection)
5. 1988 Katts and Dogs (directeur de collection)
6. 1989 Le Lyonnais (directeur de collection)
7. 1990 L'Etalon Noir (VO: The Black Stallion) cette série, diffusée en France sur M6, a laissé de nombreux fans orphelins. (directeur de collection et scénariste)
8. 1991 Scene of the Crime (directeur de collection et scénariste)
9. 1991 The Exile (directeur de collection)
10. 1991 Counterstrike (directeur de collection et scénariste)
11. 1992 Highlander (scénariste)
12. 1995 Docteur Sylvestre (scénariste)
13. 1995 Docteur Semmelweis (scénariste)
14. 1999 Brigade Spéciale (directeur de collection)
15. 1999 Code Name: Eternity (scénariste)
16. 1999 Erreur Médicale (scénariste)
17. 2003 Hommes en Quarantaine (scénariste)
18. 2004 Vendus (scénariste)
19. 2004 Léa Parker (scénariste)
20. 2006 Le Diable à Quatre (scénariste)
21. 2010 : L'été où tout a basculé (scénariste)